# Gisela von Ruttersheim

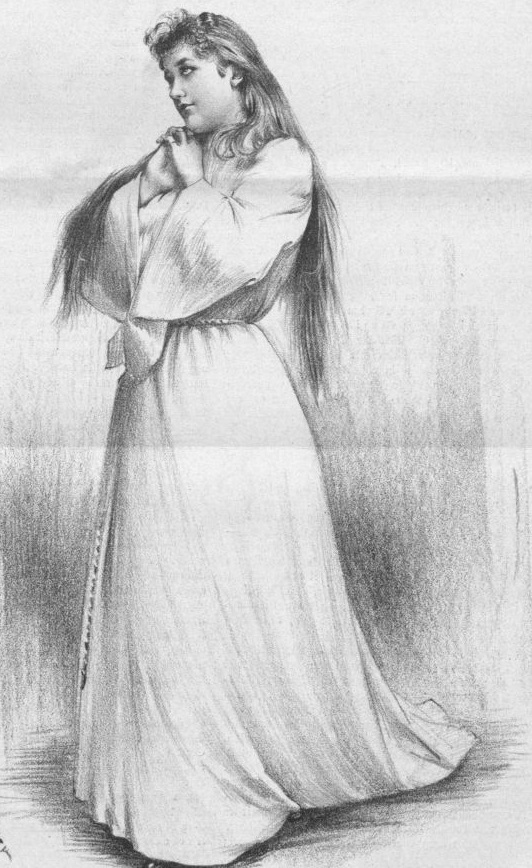
Jan Vilímek: Gisela von Ruttersheim, auf der Titelseite von Der Humorist, 20. November 1893

Gisela von Ruttersheim (geboren 13. Januar 1869 als Gisela Polz; gestorben 1944) war eine österreichische Sopranistin.

## Leben
Gisela Polz' Mutter Elise Rutter stammte aus Toblach, ihr Vater Karl Polz (1819–13. Januar 1885 Oradea) war Soldat der k.u.k.-Streitkräfte, er wurde nach dem Bosnien-Krieg zum Generalmajor befördert und als Edler von Ruttersheim geadelt. Ihre Schwester war die Schauspielerin Else von Ruttersheim (1880–1962).
Gisela von Ruttersheim absolvierte eine Gesangsausbildung bei Ida Garimberti in Wien und debütierte 1893 am Deutschen Theater in Prag. Sie erhielt dort ein festes Engagement. 1894 sang sie in der Uraufführung der Oper Donna Diana von Emil Nikolaus von Reznicek die Partie der Donna Laura. Von Ruttersheim sang unter anderem die Rollen der Elisabeth und auch der Venus im Tannhäuser, die Santuzza in Cavalleria rusticana und die Rosita in der Oper Die Rose von Pontevedra von Josef Forster. Als Gast sang sie 1896 an der Wiener Hofoper.
Von Ruttersheim heiratete 1899 den Prager Bankier, Musikliebhaber und Mäzen Moritz Glauber (1838–1910), der jüdischer Herkunft war, und beendete ihre Gesangskarriere. Als einziges Kind wurde 1902 in Wilten (Innsbruck) Max Glauber geboren. Sie zogen nach Bozen, und sie ließ nach dem Tod Moritz Glaubers in Toblach ein Anwesen errichten. Der Sohn Max Glauber gründete 1925 in Toblach auf ihrem Anwesen eine Werkstatt, aus der sich die Radiofabrik UNDA entwickelte. Nach der Option in Südtirol wurde er Italiener und verlegte Wohnsitz und Firma nach Como, in die Nähe der Schweizer Grenze, um im Fall der drohenden Deportation über die Grüne Grenze ausweichen zu können. Ihre Prager Verwandten wurden Opfer des Holocaust.